# KDM5C
Le KDM5C (pour « Lysine-specific demethylase 5C ») ou JARID1C, ou XE 169,  est une protéine dont le gène est le KDM5C situé sur le chromosome X humain.

## Structure et rôles
Il existe plusieurs isoformes par épissage alternatif. Le chromosome Y humain contient une séquence proche. Il s'agit de l'un des gènes échappant au phénomène d'inactivation du chromosome X.
Il a une activité de histone H3 lysine 4 déméthylase.

## En médecine
La mutation du gène entraîne un retard mental familial à transmission dominante liée à l'X. Près de 20 mutations de ce type ont été décrites, entraînant une baisse de l'activité de déméthylase de cet enzyme. 